# 트위즐
트위즐은 피겨 스케이팅에서 한쪽 발로 여러 방향으로 회전한다. 그것은 1991년에 데이비드 그랜트가 처음으로 실시했다. 트위즐은 스텝 시퀀스의 필수 요소인 싱크로나이즈드 스케이팅에서 일반적이다.
트위즐은 내외 가장자리와 정역 양쪽 모두에서, 순방향 및 역방향 모두 실시될 수 있다. 트위즐은 가장 일반적으로 발을 스케이트 다리에 가깝게 세운 상태에서 직립 자세로 이루어지지만 시트 스핀 위치에서 떨리는 것과 같은 다른 동작도 이루어진다.

## 갤러리

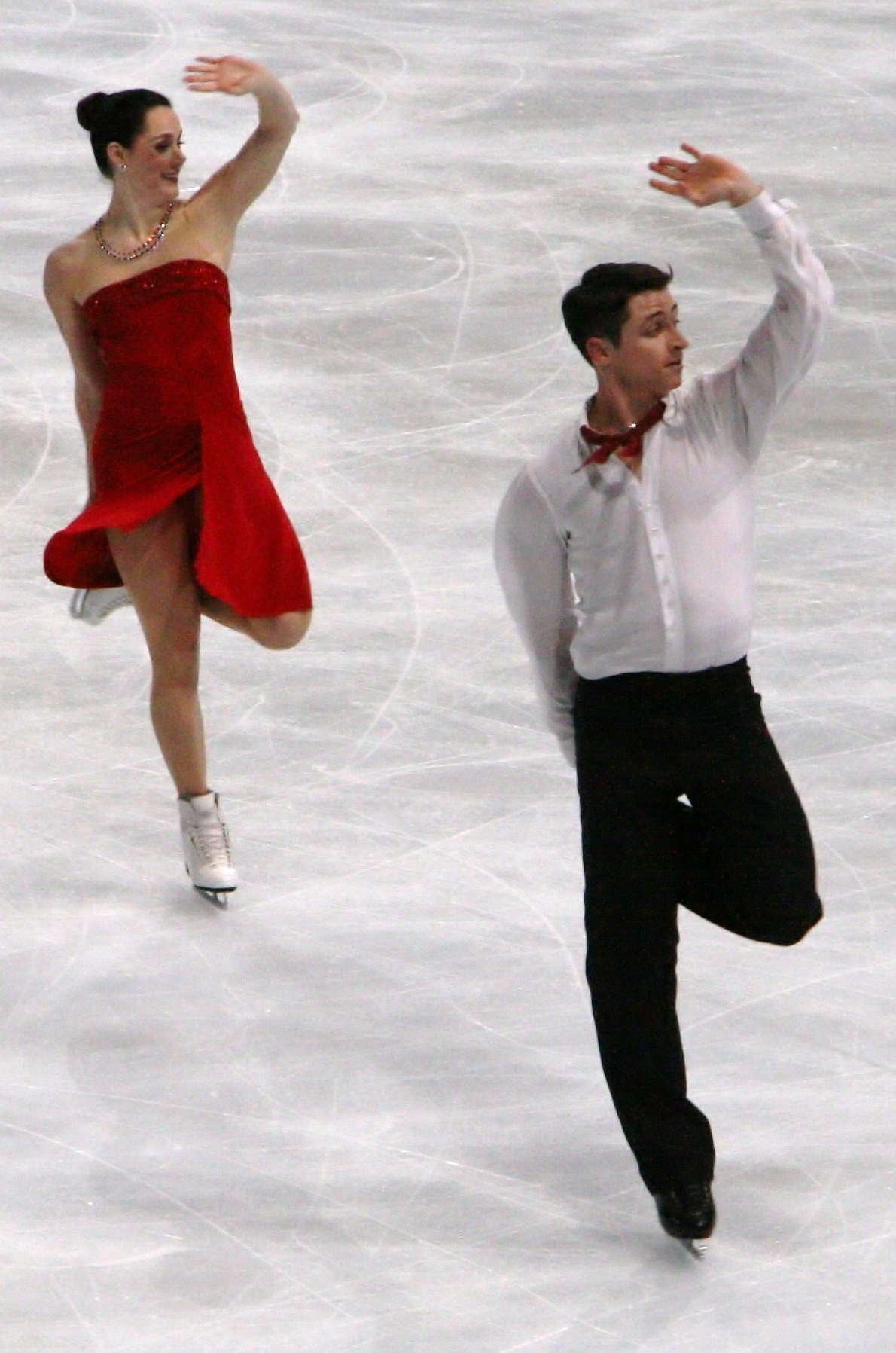
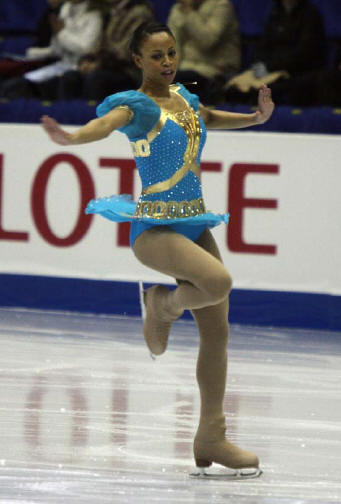
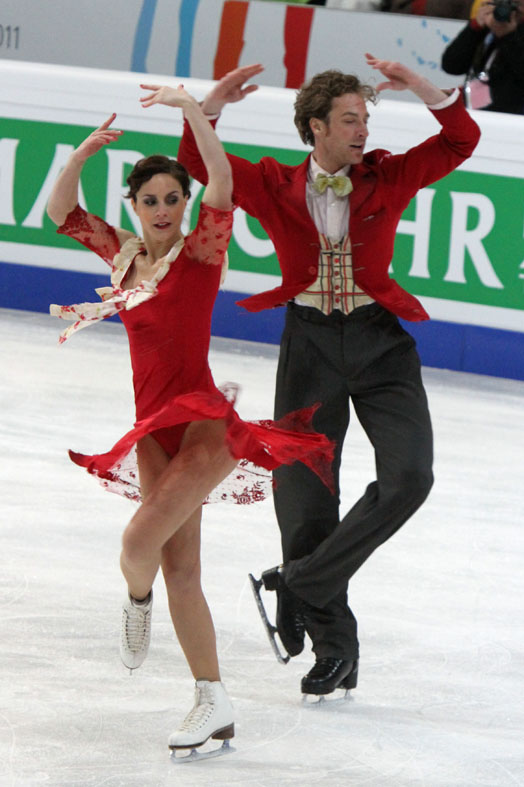
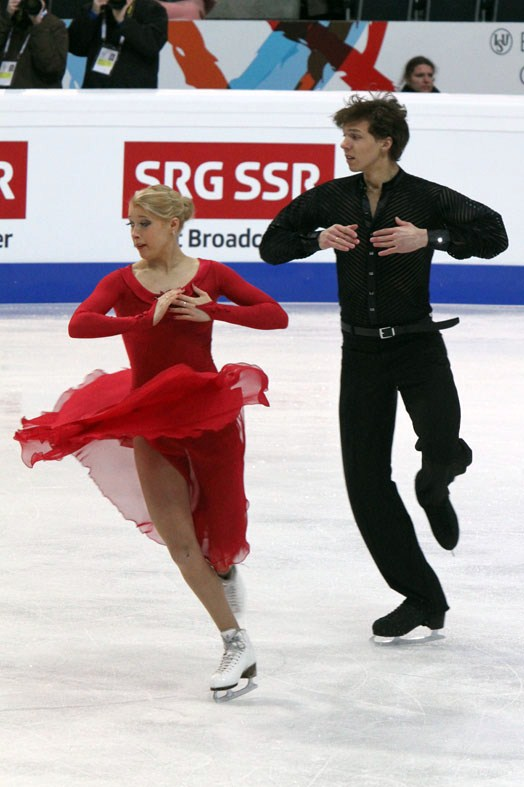
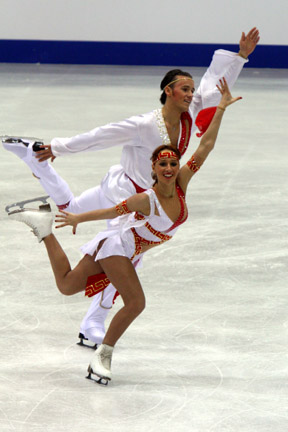

## 참조
1. ↑  Eric, Freeman. “what's a twizzle? Here's guide to the figure skating term”. Yahoo! Sports. 2014년 2월27일에 확인함.